# Блокування черги на основі масиву
Блокування черги на основі масиву (ABQL) — це покращений алгоритм блокування, що забезпечує обертання в унікальних місцях пам'яті, які, зі свого боку забезпечуючують справедливість придбання блокування в поєднанні з покращеною масштабованістю.

## Огляд
Синхронізація є головною проблемою у розробці та програмуванні багатопроцесорної спільної пам'яті . Актуальна проблема з забазпеченням блокування — це велика конфіденційність мережі через те, що процесори обертаються на спільному прапорі синхронізації або в пам'яті. Таким чином, масштабованість блокування суттєво знижується з точки зору кількості суперечливих процесорів.
Масив на основі черги блокування є розширенням алгоритму блокування квитка, який гарантує, що на вимкнення блокування, тільки один процесор спроби отримає блокування, зменшуючи кількість кеш — промахів . Такого ефекту можна досягти, якщо всі процесори крутяться на унікальних місцях пам'яті. Однією з аналогій, що використовується для пояснення механізму блокування, є естафета, де спортсмен передає естафету наступному спортсмену в черзі, що може виконати лише один спортсмен за один раз.
Блокування черги на основі масиву також гарантує справедливість отримання блокування, використовуючи механізм, заснований на черзі « перший прийшов, перший пішов» (FIFO). Крім того, кількість анулювань значно менша, ніж реалізація блокування на основі квитків, оскільки лише один процесор має помилку кешу при випуску блокування.

## Впровадження
Найголовніша вимога реалізації ABQL полягає в тому, щоб усі потоки оберталися в унікальних локаціях в пам'яті. Це досягається масивом у довжину, рівним кількості потоків, які є суперечливими для блокування. Усі елементи масиву позначаются за 0, за винятком першого елемента, який приймає значення 1, забезпечуючи тим самим успішне отримання блокування першим потоком у черзі. Після реалізації блокування утримування передається наступному потоку в черзі, встановлюючи наступний елемент масиву віному 1. Запити надаються потоками в порядку впровадження методуFIFO.

Приклад псевдокоду наведений нижче. 
```
ABQL_init
(
int
 
*
next_ticket
,
 
int
 
*
can_serve
)

{

 
*
next_ticket
 
=
 
0
;

 
for
 
(
int
 
i
 
=
 
1
;
 
i
 
<
 
MAXSIZE
;
 
i
++
)

  
can_serve
[
i
]
 
=
 
0
;

 
can_serve
[
0
]
 
=
 
1
;
 

}

ABQL_acquire
(
int
 
*
next_ticket
,
 
int
 
*
can_serve
)

{

 
*
my_ticket
 
=
 
fetch_and_inc
(
next_ticket
);

 
while
 
(
can_serve
 
[
*
my_ticket
]
 
!=
 
1
)
 
;
 

}

ABQL_release
 
(
int
 
*
can_serve
)

{

 
can_serve
[
*
my_ticket
 
+
 
1
]
 
=
 
1
;

 
can_serve
[
*
my_ticket
]
 
=
 
0
;
 
// prepare for next time

}

```

 Для реалізації блокування черги на основі масиву (ABQL) в псевдокоді, наведеному вище, додаються 3 змінних, а саме: can_serve, next_ticket і my_ticket. Ролі кожної з них описані нижче:
- Масив can_serve представляє унікальні місця пам'яті, у яких обертаються потоки, які чекають у черзі для придбання блокування.
- next_ticket представляє наступний доступний номер квитка, який присвоєний новому потоку.
- my_ticket являє собою поток квитка кожного унікального потоку в черзі.

У методі ініціалізації (ABQL_init) змінна next_ticket позначається до 0. Усі елементи масиву can_serve, крім першого, іпозначаються до 0. Ініціалізація першого елемента масиву can_serve до 1, забезпечує успішне отримання блокування першим потоком у черзі.
Метод придбання використовує атомарну операцію fetch_and_inc, щоб отримати наступний доступний номер квитка (після збільшення номера квитка на одиницю), що новий потік використовуватиме для обертання. Потоки в черзі гортаються у своїх місцях, поки значенням my_ticket не буде встановлено 1 попереднім потоком. Після придбання блокування потік додається у критичну секцію коду.
Після звільнення блокування потоком, керування передається наступному потоку у черзі, позначаючт наступний елемент масиву can_serve 1ю. Наступний потік, який чекав на одержання блокувння, тепер може виконати це успішно.
Робота ABQL може бути зображена у таблиці нижче, припускаючи, що 4 процесори сперечаються за вхід у критичну секцію з припущенням, що потік входить у цю критичну секцію лише один раз.
| Етапи виконання                        | next_ticket | can_serve    | my_ticket(P1) | my_ticket(P2) | my_ticket(P3) | my_ticket(P4) | Коментарі                                                 |
| -------------------------------------- | ----------- | ------------ | ------------- | ------------- | ------------- | ------------- | --------------------------------------------------------- |
| спочатку                               | 0           | [1, 0, 0, 0] | 0             | 0             | 0             | 0             | початкове значення всіх змінних — 0                       |
| P1: fetch_and_inc                      | 1           | [1, 0, 0, 0] | 0             | 0             | 0             | 0             | P1 намагається і успішно отримує блокування               |
| P2: fetch_and_inc                      | 2           | [1, 0, 0, 0] | 0             | 1             | 0             | 0             | P2 намагається придбати блокування                        |
| P3: fetch_and_inc                      | 3           | [1, 0, 0, 0] | 0             | 1             | 2             | 0             | P3 намагається придбати блокування                        |
| P4: fetch_and_inc                      | 4           | [1, 0, 0, 0] | 0             | 1             | 2             | 3             | P4 намагається придбати блокування                        |
| P1: can_serve[1] = 1; can_serve[0] = 0 | 4           | [0, 1, 0, 0] | 0             | 1             | 2             | 3             | P1 звільняється від блокування, а P2 успішно отримує блок |
| P2: can_serve[2] = 1; can_serve[1] = 0 | 4           | [0, 0, 1, 0] | 0             | 1             | 2             | 3             | P2 звільняється від блокування, а P3 успішно отримує блок |
| P3: can_serve[3] = 1; can_serve[2] = 0 | 4           | [0, 0, 0, 1] | 0             | 1             | 2             | 3             | P3 звільняється від блокування, а P4 успішно отримує блок |
| P1: can_serve[3] = 0                   | 4           | [0, 0, 0, 0] | 0             | 1             | 2             | 3             | P4 отримує блок.                                          |

## Показники ефективності
Для аналізу реалізації блокування можна використовувати такі реалізації:
- Безперервна затримка придбання блокування — визначається як час, який потрібен потоку для придбання блокування, коли між потоками немає суперечок . Через відносно більшої кількості інструкцій, які виконуються на відміну від інших реалізацій, затримка незавдовільного замовлення для ABQL висока.
- Трафік — він визначається як кількість генерованих транзакцій на шині, яка залежить від кількості потоків, які вступають в суперечку за блок. При отриманні блокування недійсний лише 1 блок кешу, що призводить до одного пропуску кешу. Це призводить до значно меншого пропуску шин.
- Справедливість — всі процесори, які чекають на отримання блокування, зможуть зробити це в тому порядку, в якому отримуються їх запити. Завдяки потокам, які чекають у черзі, щоб отримати блокування із кожним потоком, що обертається в окремому місці пам'яті.
- Зберігання — об'єм пам'яті, необхідний для обробки механізму блокування. Шкала вимоги до зберігання масштабується з кількістю потоків за рахунок збільшення розміру масиву can_serve.

## Переваги
- ABQL пропонує покращену масштабованість, оскільки кожне придбання запускає лише 1 пропуск до кешу, що призводить лише до блокування цього кешу, який страждає від пропуску кешу, щоб перезавантажити блок.
- Справедливість придбання блокування забезпечується завдяки використанню черги, яка забезпечує успішне отримання блокування в тому порядку, в якому видано їх потоки.

## Недоліки
- ABQL не слід використовувати з потоками, які можна призупинити (сплячий режим або переключення контексту), оскільки будь-який потік, не одразу готов отримати блокування, збільшить затримку всіх тих, хто за ним чекає цього.